# Kristie Boogert
Kristie Boogert (née le 16 décembre 1973 à Rotterdam) est une joueuse de tennis néerlandaise, professionnelle de juillet 1991 à 2003.
Sa plus grande performance est une médaille d'argent en double dames aux Jeux olympiques de Sydney en 2000 avec Miriam Oremans, perdant en finale contre les Américaines Venus et Serena Williams.
En 1994, elle s'est aussi imposée en double mixte à Roland-Garros avec Menno Oosting, contre la paire Neiland-Olhovskiy.
Pendant sa carrière, elle a remporté trois titres WTA, tous en double dames.

## Palmarès

### Titre en simple dames
Aucun

### Finale en simple dames
| No | Date       | Nom et lieu du tournoi    | Catégorie | Dotation  | Surface      | Vainqueure      | Score     |          |
| -- | ---------- | ------------------------- | --------- | --------- | ------------ | --------------- | --------- | -------- |
| 1  | 17-04-2000 | Westel 900 Open, Budapest | Tier IVb  | 110 000 $ | Terre (ext.) | Tathiana Garbin | 6-2, 7-64 | Parcours |

### Titres en double dames
| No | Date       | Nom et lieu du tournoi   | Catégorie | Dotation  | Surface         | Partenaire       | Finalistes                       | Score         |          |
| -- | ---------- | ------------------------ | --------- | --------- | --------------- | ---------------- | -------------------------------- | ------------- | -------- |
| 1  | 12-02-1996 | Open Gaz de France Paris | Tier II   | 450 000 $ | Moquette (int.) | Jana Novotná     | Julie Halard Nathalie Tauziat    | 6-4, 6-3      | Parcours |
| 2  | 30-09-1996 | Sparkassen Cup Leipzig   | Tier II   | 450 000 $ | Moquette (int.) | Nathalie Tauziat | Sabine Appelmans Miriam Oremans  | 6-4, 6-4      | Parcours |
| 3  | 21-10-1996 | SEAT Open Luxembourg     | Tier III  | 164 250 $ | Moquette (int.) | Nathalie Tauziat | Barbara Rittner Dominique Monami | 2-6, 6-4, 6-2 | Parcours |

### Finales en double dames
| No | Date       | Nom et lieu du tournoi                | Catégorie     | Dotation  | Surface      | Vainqueures                        | Partenaire     | Score         |          |
| -- | ---------- | ------------------------------------- | ------------- | --------- | ------------ | ---------------------------------- | -------------- | ------------- | -------- |
| 1  | 09-05-1994 | BVV Open Prague                       | Tier IV       | 100 000 $ | Terre (ext.) | Amanda Coetzer Linda Wild          | Laura Golarsa  | 6-4, 3-6, 6-2 | Parcours |
| 2  | 17-06-1996 | Wilkinson Lady Championships Rosmalen | Tier III      | 164 250 $ | Gazon (ext.) | Larisa Neiland Brenda Schultz      | Helena Suková  | 6-4, 7-6      | Parcours |
| 3  | 14-06-1999 | Heineken Trophy Bois-le-Duc           | Tier III      | 180 000 $ | Gazon (ext.) | Silvia Farina Rita Grande          | Cara Black     | 7-5, 7-6      | Parcours |
| 4  | 19-09-2000 | Olympic Games Sydney                  | J. olympiques | NC        | Dur (ext.)   | Serena Williams · Venus Williams   | Miriam Oremans | 6-1, 6-1      | Parcours |
| 5  | 12-02-2001 | Qatar Total FinaElf Open Doha         | Tier III      | 170 000 $ | Dur (ext.)   | Sandrine Testud Roberta Vinci      | Miriam Oremans | 7-5, 7-64     | Parcours |
| 6  | 13-05-2001 | TennisCup Vlaanderen Anvers           | Tier V        | 110 000 $ | Terre (ext.) | Els Callens Virginia Ruano Pascual | Miriam Oremans | 6-3, 3-6, 6-4 | Parcours |
| 7  | 01-04-2002 | Porto Open Porto                      | Tier IV       | 140 000 $ | Terre (ext.) | Cara Black Irina Selyutina         | Magüi Serna    | 7-66, 6-4     | Parcours |

### Titre en double mixte
| No | Date       | Nom et lieu du tournoi | Catégorie | Dotation    | Surface      | Partenaire    | Finalistes                      | Score         |          |
| -- | ---------- | ---------------------- | --------- | ----------- | ------------ | ------------- | ------------------------------- | ------------- | -------- |
| 1  | 23-05-1994 | Roland-Garros Paris    | G. Chelem | 3 561 928 $ | Terre (ext.) | Menno Oosting | Larisa Neiland Andreï Olhovskiy | 7-5, 3-6, 7-5 | Parcours |

## Parcours en Grand Chelem

### En simple dames
| Année | Open d'Australie | Open d'Australie  | Internationaux de France | Internationaux de France | Wimbledon       | Wimbledon         | US Open         | US Open           |
| ----- | ---------------- | ----------------- | ------------------------ | ------------------------ | --------------- | ----------------- | --------------- | ----------------- |
| 1992  | -                | -                 | 1er tour (1/64)          | Elena Bryukhovets        | -               | -                 | -               | -                 |
| 1993  | -                | -                 | 2e tour (1/32)           | Nathalie Tauziat         | 1er tour (1/64) | Andrea Strnadová  | 2e tour (1/32)  | Nathalie Tauziat  |
| 1994  | 2e tour (1/32)   | Ginger Helgeson   | 2e tour (1/32)           | Lori McNeil              | 3e tour (1/16)  | Lori McNeil       | 1er tour (1/64) | Ruxandra Dragomir |
| 1995  | 3e tour (1/16)   | Conchita Martínez | 2e tour (1/32)           | Natalia Baudone          | 3e tour (1/16)  | Steffi Graf       | 1er tour (1/64) | Zina Garrison     |
| 1996  | 3e tour (1/16)   | Brenda Schultz    | 2e tour (1/32)           | Barbara Paulus           | 3e tour (1/16)  | Kimiko Date       | 2e tour (1/32)  | Linda Wild        |
| 1997  | 3e tour (1/16)   | Sabine Appelmans  | 1er tour (1/64)          | Florencia Labat          | 1er tour (1/64) | Barbara Paulus    | 1er tour (1/64) | Monica Seles      |
| 1998  | 2e tour (1/32)   | Yayuk Basuki      | -                        | -                        | 2e tour (1/32)  | Conchita Martínez | 1er tour (1/64) | Mirjana Lučić     |
| 1999  | 1er tour (1/64)  | Henrieta Nagyová  | 2e tour (1/32)           | Barbara Schwartz         | 2e tour (1/32)  | Dominique Monami  | -               | -                 |
| 2000  | 2e tour (1/32)   | Åsa Svensson      | 1er tour (1/64)          | Nathalie Tauziat         | 2e tour (1/32)  | Sabine Appelmans  | 3e tour (1/16)  | Sandrine Testud   |
| 2001  | 1er tour (1/64)  | Sarah Pitkowski   | 1er tour (1/64)          | Cara Black               | 2e tour (1/32)  | Justine Henin     | -               | -                 |
| 2002  | 2e tour (1/32)   | Rita Grande       | -                        | -                        | -               | -                 | -               | -                 |

À droite du résultat, l’ultime adversaire.

### En double dames
| Année | Open d'Australie              | Open d'Australie           | Internationaux de France     | Internationaux de France    | Wimbledon                    | Wimbledon                  | US Open                     | US Open                     |
| ----- | ----------------------------- | -------------------------- | ---------------------------- | --------------------------- | ---------------------------- | -------------------------- | --------------------------- | --------------------------- |
| 1993  | -                             | -                          | 1er tour (1/32) Yayuk Basuki | K. Maleeva N. Tauziat       | -                            | -                          | -                           | -                           |
| 1994  | 1er tour (1/32) N. Jagerman   | MJ Fernández Zina Garrison | 2e tour (1/16) N. Jagerman   | G. Sabatini B. Schultz      | 3e tour (1/8) N. Jagerman    | N. Medvedeva L. Neiland    | 3e tour (1/8) N. Jagerman   | G. Fernández N. Zvereva     |
| 1995  | 1/4 de finale N. Jagerman     | M. Bollegraf L. Neiland    | 3e tour (1/8) N. Jagerman    | Patty Fendick MJ Fernández  | 3e tour (1/8) N. Jagerman    | G. Fernández N. Zvereva    | 2e tour (1/16) N. Jagerman  | L. Courtois Nancy Feber     |
| 1996  | 3e tour (1/8) N. Bradtke      | Lisa Raymond G. Sabatini   | 1er tour (1/32) N. Bradtke   | E. Makarova E. Maniokova    | 3e tour (1/8) Irina Spîrlea  | Jana Novotná A. Sánchez    | 3e tour (1/8) Irina Spîrlea | Lori McNeil G. Sabatini     |
| 1997  | 1er tour (1/32) Irina Spîrlea | Debbie Graham K. Radford   | 2e tour (1/16) Irina Spîrlea | Silvia Farina G. Pizzichini | 2e tour (1/16) Irina Spîrlea | C. Barclay Clare Wood      | 3e tour (1/8) Katrina Adams | C. Martínez P. Tarabini     |
| 1998  | -                             | -                          | -                            | -                           | 1er tour (1/32) R. McQuillan | K. Radford C. Morariu      | 1er tour (1/32) Els Callens | B. Schett P. Schnyder       |
| 1999  | 2e tour (1/16) A. Sidot       | B. Schett P. Schnyder      | 1er tour (1/32) A. Sidot     | K. Hrdličková Tina Križan   | 1/4 de finale A. Sidot       | Liezel Huber K. Srebotnik  | -                           | -                           |
| 2000  | 1er tour (1/32) M. Oremans    | K. Habšudová A. Sidot      | 1er tour (1/32) M. Oremans   | C. Martínez P. Tarabini     | 1/4 de finale M. Oremans     | Lisa Raymond Rennae Stubbs | 1er tour (1/32) M. Oremans  | S. Williams V. Williams     |
| 2001  | 3e tour (1/8) M. Oremans      | Nicole Arendt Ai Sugiyama  | 1er tour (1/32) M. Oremans   | Liezel Huber L. Montalvo    | 2e tour (1/16) M. Oremans    | Justine Henin Magüi Serna  | 1er tour (1/32) M. Oremans  | Megan Bradley Erin Burdette |
| 2002  | 3e tour (1/8) M. Oremans      | M. Hingis A. Kournikova    | 2e tour (1/16) M. Oremans    | Silvia Farina B. Schett     | 2e tour (1/16) M. Oremans    | Tina Križan K. Srebotnik   | 2e tour (1/16) M. Oremans   | Chanda Rubin N. Zvereva     |
| 2003  | 1er tour (1/32) Magüi Serna   | Maja Matevžič H. Nagyová   | 1er tour (1/32) Magüi Serna  | D. Hantuchová Chanda Rubin  | 1er tour (1/32) Magüi Serna  | S. Asagoe Nana Miyagi      | 1er tour (1/32) Dominikovic | S. Asagoe Nana Miyagi       |

Sous le résultat, la partenaire ; à droite, l’ultime équipe adverse.

### En double mixte
| Année | Open d'Australie              | Open d'Australie           | Internationaux de France     | Internationaux de France   | Wimbledon                    | Wimbledon                  | US Open                       | US Open                    |
| ----- | ----------------------------- | -------------------------- | ---------------------------- | -------------------------- | ---------------------------- | -------------------------- | ----------------------------- | -------------------------- |
| 1994  | -                             | -                          | Victoire Menno Oosting       | L. Neiland A. Olhovskiy    | 1er tour (1/32) David Adams  | Mercedes Paz Byron Talbot  | 1er tour (1/16) David Adams   | K. Guse Mark Knowles       |
| 1995  | 1er tour (1/16) Menno Oosting | L. Davenport Grant Connell | 2e tour (1/16) Menno Oosting | Ann Grossman Mark Knowles  | 2e tour (1/16) Menno Oosting | Clare Wood Mark Petchey    | 2e tour (1/8) Menno Oosting   | Mary Pierce Luke Jensen    |
| 1996  | 1er tour (1/16) A. Olhovskiy  | Julie Halard M. Tebbutt    | 1/4 de finale A. Olhovskiy   | Nicole Arendt Luke Jensen  | 2e tour (1/16) A. Olhovskiy  | K. Kschwendt M. Ondruska   | 1er tour (1/16) Menno Oosting | Katrina Adams Rikard Bergh |
| 1997  | 1er tour (1/16) Menno Oosting | N. Medvedeva Jacco Eltingh | 2e tour (1/16) Menno Oosting | Kathy Rinaldi T. Kronemann | 3e tour (1/8) M. Barnard     | R. Dragomir Leander Paes   | 1er tour (1/16) D. Johnson    | Nana Miyagi A. Kitinov     |
| 1998  | 2e tour (1/8) D. Johnson      | Lisa Raymond P. Galbraith  | 1/4 de finale D. Johnson     | S. Williams Luis Lobo      | 2e tour (1/16) M. Barnard    | Nicole Pratt Robbie Koenig | 1er tour (1/16) Mark Knowles  | Lisa Raymond P. Galbraith  |
| 1999  | -                             | -                          | 2e tour (1/16) Paul Haarhuis | C. Barclay J. de Jager     | 3e tour (1/8) P. Galbraith   | Likhovtseva Mark Knowles   | -                             | -                          |
| 2000  | 1/2 finale David Adams        | A. Sánchez T. Woodbridge   | 1/2 finale M. Woodforde      | M. de Swardt David Adams   | -                            | -                          | 1er tour (1/16) M. Woodforde  | A. Fusai P. Galbraith      |
| 2001  | -                             | -                          | -                            | -                          | 1er tour (1/32) Michael Hill | De Villiers M. Wakefield   | -                             | -                          |
| 2002  | -                             | -                          | -                            | -                          | 1er tour (1/32) M. Barnard   | A. Kournikova J. Björkman  | -                             | -                          |
| 2003  | 2e tour (1/8) Daniel Nestor   | Els Callens Robbie Koenig  | -                            | -                          | 1er tour (1/32) Tom Vanhoudt | Lisa Raymond Mike Bryan    | -                             | -                          |

Sous le résultat, le partenaire ; à droite, l’ultime équipe adverse.

## Parcours aux Jeux olympiques

### En simple dames
| # | Date       | Nom de l'olympiade          | Surface    | Résultat       | Ultime adversaire | Score         |          |
| - | ---------- | --------------------------- | ---------- | -------------- | ----------------- | ------------- | -------- |
| 1 | 19/09/2000 | Olympic Tennis Event Sydney | Dur (ext.) | 2e tour (1/16) | Elena Dementieva  | 6-2, 4-6, 7-5 | Parcours |

### En double dames
| # | Date       | Nom de l'olympiade          | Surface    | Résultat | Partenaire     | Ultimes adversaires              | Score    |          |
| - | ---------- | --------------------------- | ---------- | -------- | -------------- | -------------------------------- | -------- | -------- |
| 1 | 19/09/2000 | Olympic Tennis Event Sydney | Dur (ext.) | Argent   | Miriam Oremans | Serena Williams · Venus Williams | 6-1, 6-1 | Parcours |

## Parcours en Coupe de la Fédération
| #                                                                       | Date       | Lieu       | Surface         | Gagnante(s)                     | Perdante(s)                        | Score           |          |
|                                                                         |            |            |                 |                                 |                                    |                 |          |
| 1993 - 1er tour (groupe mondial) - Croatie - Pays-Bas - 0 : 3           |            |            |                 |                                 |                                    |                 |          |
| 1                                                                       | 20/07/1993 | Francfort  | Terre (ext.)    | Kristie Boogert Miriam Oremans  | Maja Murić Silvija Talaja          | 6-3, 6-0        | Parcours |
|                                                                         |            |            |                 |                                 |                                    |                 |          |
| 1993 - 2e tour (groupe mondial) - Lettonie - Pays-Bas - 0 : 3           |            |            |                 |                                 |                                    |                 |          |
| 2                                                                       | 21/07/1993 | Francfort  | Terre (ext.)    | Kristie Boogert Miriam Oremans  | Agnese Blumberga Oksana Bushevitsa | 6-2, 6-3        | Parcours |
|                                                                         |            |            |                 |                                 |                                    |                 |          |
| 1993 - 1/4 de finale (groupe mondial) - Espagne - Pays-Bas - 3 : 0      |            |            |                 |                                 |                                    |                 |          |
| 3                                                                       | 23/07/1993 | Francfort  | Terre (ext.)    | Virginia Ruano Cristina Torrens | Manon Bollegraf Kristie Boogert    | 6-76, 7-64, 6-4 | Parcours |
|                                                                         |            |            |                 |                                 |                                    |                 |          |
| 1994 - 1er tour (groupe mondial) - Biélorussie - Pays-Bas - 1 : 2       |            |            |                 |                                 |                                    |                 |          |
| 4                                                                       | 18/07/1994 | Francfort  | Terre (ext.)    | Kristie Boogert Miriam Oremans  | Tatiana Ignatieva Natasha Zvereva  | 2-6, 7-5, 6-4   | Parcours |
|                                                                         |            |            |                 |                                 |                                    |                 |          |
| 1994 - 2e tour (groupe mondial) - Afrique du Sud - Pays-Bas - 2 : 1     |            |            |                 |                                 |                                    |                 |          |
| 5                                                                       | 20/07/1994 | Francfort  | Terre (ext.)    | Mariaan de Swardt Elna Reinach  | Kristie Boogert Miriam Oremans     | 6-2, 7-5        | Parcours |
|                                                                         |            |            |                 |                                 |                                    |                 |          |
| 1995 - 1/4 de finale (groupe mondial II) - Suède - Pays-Bas - 0 : 5     |            |            |                 |                                 |                                    |                 |          |
| 6                                                                       | 22/04/1995 | Västerås   | Moquette (int.) | Kristie Boogert                 | Åsa Svensson                       | 6-3, 5-7, 6-1   | Parcours |
| 6                                                                       | 22/04/1995 | Västerås   | Moquette (int.) | Kristie Boogert                 | Maria Strandlund                   | 6-71, 6-3, 6-0  | Parcours |
|                                                                         |            |            |                 |                                 |                                    |                 |          |
| 1995 - Barrage (groupe mondial I) - Pays-Bas - Autriche - 1 : 4         |            |            |                 |                                 |                                    |                 |          |
| 7                                                                       | 22/07/1995 | Noordwijk  | Moquette (ext.) | Judith Wiesner                  | Kristie Boogert                    | 6-3, 1-6, 6-3   | Parcours |
| 7                                                                       | 22/07/1995 | Noordwijk  | Moquette (ext.) | Beate Reinstadler               | Kristie Boogert                    | 7-67, 6-4       | Parcours |
|                                                                         |            |            |                 |                                 |                                    |                 |          |
| 1996 - 1/4 de finale (groupe mondial II) - Pays-Bas - Australie - 4 : 1 |            |            |                 |                                 |                                    |                 |          |
| 8                                                                       | 27/04/1996 | Kampen     | Terre (ext.)    | Kristie Boogert                 | Rachel McQuillan                   | 6-1, 6-3        | Parcours |
|                                                                         |            |            |                 |                                 |                                    |                 |          |
| 1996 - Barrage (groupe mondial I) - Slovaquie - Pays-Bas - 2 : 3        |            |            |                 |                                 |                                    |                 |          |
| 9                                                                       | 13/07/1996 | Bratislava | Terre (ext.)    | Kristie Boogert                 | Karina Habšudová                   | 6-4, 6-2        | Parcours |
| 9                                                                       | 13/07/1996 | Bratislava | Terre (ext.)    | Kristie Boogert                 | Henrieta Nagyová                   | 4-6, 6-1, 6-0   | Parcours |
|                                                                         |            |            |                 |                                 |                                    |                 |          |
| 1997 - 1/4 de finale (groupe mondial) - Pays-Bas - États-Unis - 3 : 2   |            |            |                 |                                 |                                    |                 |          |
| 10                                                                      | 01/03/1997 | Haarlem    | Moquette (int.) | Gigi Fernández Kimberly Po      | Manon Bollegraf Kristie Boogert    | 6-3, 6-2        | Parcours |
|                                                                         |            |            |                 |                                 |                                    |                 |          |
| 1999 - Barrage (groupe mondial II) - Pays-Bas - Japon - 2 : 1           |            |            |                 |                                 |                                    |                 |          |
| 11                                                                      | 21/07/1999 | Amsterdam  | Dur (ext.)      | Kristie Boogert                 | Ai Sugiyama                        | 2-6, 6-3, 6-2   | Parcours |
|                                                                         |            |            |                 |                                 |                                    |                 |          |
| 1999 - Barrage (groupe mondial II) - Pays-Bas - Biélorussie - 3 : 0     |            |            |                 |                                 |                                    |                 |          |
| 12                                                                      | 22/07/1999 | Amsterdam  | Dur (ext.)      | Kristie Boogert                 | Natasha Zvereva                    | 6-4, 6-4        | Parcours |
|                                                                         |            |            |                 |                                 |                                    |                 |          |
| 1999 - Barrage (groupe mondial II) - Pays-Bas - Slovénie - 1 : 2        |            |            |                 |                                 |                                    |                 |          |
| 13                                                                      | 23/07/1999 | Amsterdam  | Dur (ext.)      | Kristie Boogert                 | Katarina Srebotnik                 | 2-6, 7-62, 10-8 | Parcours |
|                                                                         |            |            |                 |                                 |                                    |                 |          |
| 1999 - Barrage (groupe mondial II) - Pays-Bas - Australie - 0 : 2       |            |            |                 |                                 |                                    |                 |          |
| 14                                                                      | 24/07/1999 | Amsterdam  | Dur (ext.)      | Jelena Dokić                    | Kristie Boogert                    | 7-5, 6-2        | Parcours |
|                                                                         |            |            |                 |                                 |                                    |                 |          |
| 2002 - Barrage (groupe mondial I) - Australie - Pays-Bas - 3 : 2        |            |            |                 |                                 |                                    |                 |          |
| 15                                                                      | 20/07/2002 | Wollongong | Dur (int.)      | Alicia Molik                    | Kristie Boogert                    | 1-6, 6-2, 10-8  | Parcours |
| 15                                                                      | 20/07/2002 | Wollongong | Dur (int.)      | Kristie Boogert                 | Evie Dominikovic                   | 7-5, 5-7, 6-1   | Parcours |
| 15                                                                      | 20/07/2002 | Wollongong | Dur (int.)      | Alicia Molik Rennae Stubbs      | Kristie Boogert Miriam Oremans     | 7-61, 7-64      | Parcours |

## Classements WTA en fin de saison

### En simple
| Année | 1991 | 1992 | 1993 | 1994 | 1995 | 1996 | 1997 | 1998 | 1999 | 2000 | 2001 | 2002 | 2003 |
| Rang  | 332  | 195  | 102  | 53   | 35   | 55   | 84   | 84   | 88   | 66   | 146  | 140  | 309  |

Source : (en) « Classements de Kristie Boogert », sur le site officiel du WTA Tour

### En double
| Année | 1993 | 1994 | 1995 | 1996 | 1997 | 1998 | 1999 | 2000 | 2001 | 2002 | 2003 |
| Rang  | 54   | 77   | 31   | 17   | 47   | 90   | 73   | 39   | 67   | 64   | 97   |

Source : (en) « Classements de Kristie Boogert », sur le site officiel du WTA Tour